# Oxyethira arctodactyla
Oxyethira arctodactyla is een schietmot uit de familie Hydroptilidae. De soort komt voor in het Neotropisch gebied.